# Chondracanthidae
Chondracanthidae – rodzina widłonogów z rzędu Cyclopoida. Nazwa naukowa została po raz pierwszy opublikowana w 1840 przez H. Milne Edwardsa.

## Podział systematyczny
Do rodziny Chondracanthidae należą następujące gatunki:
- Acanthocanthopsis Heegaard, 1945
- Acanthochondria Oakley, 1927
- Acanthochondrites Oakley, 1930
- Andreina Brian, 1939
- Apodochondria Ho & Dojiri, 1988
- Argentinochondria Etchegoin, Timi & Sardella, 2003
- Auchenochondria Dojiri & Perkins, 1979
- Avatar Aneesh, Ohtsuka, Kondo & Helna, 2024[2]
- Bactrochondria Ho, I.H Kim & Kumar, 2000
- Bereacanthus Huys, 2009
- Blias Krøyer, 1863
- Bobkabata Hogans & Benz, 1990
- Brachiochondria Shiino, 1957
- Brachiochondrites Markevich, 1940
- Brasilochondria Thatcher & Pereira Júnior, 2004
- Ceratochondria Yu, 1935
- Chelonichondria Ho, 1994
- Chondracanthodes Wilson C.B., 1932
- Chondracanthus Delaroche, 1811
- Cryptochondria Izawa, 1971
- Diocus Krøyer, 1863
- Heterochondria Yu, 1935
- Hoia Avdeev & Kazachenko, 1986
- Humphreysia Leigh-Sharpe, 1934
- Immanthe Leigh-Sharpe, 1934
- Juanettia Wilson C.B., 1921
- Jusheyhoea Villalba & Fernandez, 1985
- Kokeshioides Aneesh, Ohtsuka, Kondo & Helna, 2024
- Lagochondria Ho & Dojiri, 1988
- Lateracanthus Kabata & Gusev, 1966
- Lernaeosolea Wilson C.B., 1944
- Lernentoma Blainville, 1822
- Markevitchielinus Titar, 1975
- Mecaderochondria Ho & Dojiri, 1987
- Medesicaste Krøyer, 1863
- Neobrachiochondria Kabata, 1969
- Parapercicola Ho, Liu & Lin, 2011
- Pharodes Wilson C.B., 1935
- Praecidochondria Kabata, 1968
- Prochondracanthopsis Shiino, 1960
- Prochondracanthus Yamaguti, 1939
- Protochondracanthus Kirtisinghe, 1950
- Protochondria Ho, 1970
- Pseudacanthocanthopsis Yamaguti & Yamasu, 1959
- Pseudoblias Heegaard, 1962
- Pseudochondracanthus Wilson C.B., 1908
- Pseudodiocus Ho, 1972
- Rhynchochondria Ho, 1967
- Rohdea Kabata, 1992
- Scheherazade Leigh-Sharpe, 1934
- Strabax von Nordmann, 1864
- Ttetaloia Uyeno & Nagasawa, 2012